# تشارلز إس. ماير
تشارلز إس. ماير (بالإنجليزية: Charles S. Maier)‏ هو مؤرخ وأستاذ جامعي أمريكي، ولد في 23 فبراير 1939 في نيويورك في الولايات المتحدة.